# De plaagzusters
De plaagzusters (Engels: Wyrd Sisters) is een fantasy boek uit de Schijfwereld serie van de Britse schrijver Terry Pratchett uit 1988.

## Verhaal
Koning Verinus van Lankhr wordt vermoord door hertog Omlut en zijn vrouw. Een bediende weet de jonge zoon van de koning en de kroon het kasteel uit te smokkelen, maar wordt uiteindelijk door de kasteelwachters achterhaald en gedood. Maar niet voordat hij het kind aan Opoe Wedersmeer heeft gegeven, die net met Ootje Nack en Magraat Knophlox een bijeenkomst had. Opoe maakt dat de wachters verdwijnen en neemt het kind onder haar hoede. Ze geeft het kind mee aan het rondreizend toneelgezelschap van Alwin Wijtolder, dat vertrekt naar Ankh-Meurbork.
Ondertussen hebben de hertog en hertogin gehoord dat de koningszoon en kroon door de heksen uit hun handen is geglipt. Met hulp van de schrandere nar beginnen ze een geruchtencampagne tegen de heksen. Ze huren het toneelgezelschap van Wijtolder in om een anti-heksen-stuk te schrijven en te komen opvoeren. De heksen besluiten om het koninkrijk 15 jaar in de toekomst te verplaatsen, zodat Florian, de koningszoon 15 jaar ouder terug kan keren naar Lankhr om zijn troon op te eisen. Tijdens het toneelstuk vertelt de nar, die verliefd is geworden op Margraat, dat de hertog de koning heeft vermoord. De hertog was al half gek, maar nu draait hij helemaal door en valt uiteindelijk van een klif. Zijn vrouw wordt gevangengenomen maar kan ontsnappen en vindt in de bossen de dood door toedoen van het koninkrijk zelf. Dan blijkt dat Florian veel liever toneelspeler wil blijven. Men ontdekt dat de nar ook familie van de koning is (of toch niet?), zodat deze de volgende koning van Lankhr wordt.

## Verwijzingen
Het boek geeft verwijzinge naar de Marx Brothers, The Tramp van Charlie Chaplin, Laurel en Hardy en het leven en het werk van William Shakespeare. Het ontleent thema's en zegswijzes uit Macbeth, Hamlet en King Lear.